# A Magyar Kultúra Lovagjai 2022
A Magyar Kultúra Lovagja 2022. évi kitüntetettjei

## Az Egyetemes Kultúra Lovagja
777. Stanislav Kocutar (Maribor, Szlovénia) tanár „Az öreg szőlőnek, mint a földrészeket összekötő béke szimbólumának fenntartásáért”.

## A Magyar Kultúra Lovagja
778. Benyovszky Mária (Bükkábrány) magyar-ének szakos tanár „Az énekkultúra ápolásáért, és a település közművelődése fejlesztéséért”
779. Dr. Cservenyák László (Mátészalka) etnográfus, múzeum igazgató „A település életminősége fejlesztéséért”
780. Dobrotka Pál (Szeged) civilszervezet vezet „A nemzeti értékek népszerűsítéséért”
781. Dráfi Mátyás (Révkomárom, Szlovákia) nyugalmazott színművész „A magyar színházi kultúra határon átívelő fejlesztése érdekében kifejtett életművéért”
782. Gréczi László (Kistarcsa) műszaki ügyintéző „A kulturális örökség ápolásáért és a közművelődés fejlesztéséért”
783. Györgyné Újvári Mária (Monok) előadóművész, kántor, művelődésszervező „A dalkultúra fejlesztéséért”
784. Hajduk Márta (Budapest) televíziós szerkesztő, forgatókönyvíró, dokumentumfilm rendező „A nemzeti összefogás és a történelmi ismeretek fejlesztéséért”
785. Káplán György (Balatonalmádi) énekművész „A magyar zenekultúra népszerűsítéséért”
786. Kállai Karola (Mikola, Románia) vallásoktató, történelemtanár „A határon túli magyar kultúra érdekében kifejtett tevékenységéért.”
787. dr. Karácsony István (Darnózseli) ny. iskolaigazgató, helytörténeti kutató „Életminőség fejlesztő életművéért”
788. Kmeth Jolán (Budapest-Borsodgeszt) iparjogász, jogvédő „A falvak életminősége fejlesztése érdekében kifejtett életművéért”
789. Kovács László (Tar) civilszervezet vezető „A települések kulturális öröksége ápolásáért”
790. Sz. Koncz István (Görcsöny) ny. polgármester „A település életminősége fejlesztéséért”
791. Könyv István János (Simontornya) grafikus művész „Település közművelődési élete fejlesztéséért”
792. Manea Alexandra (Kakasd) turisztikai vállalkozó „Az íjászkultúra fejlesztéséért”
793. Márton Danku István (Gödöllő) magyar és ének-zene tanár „A kulturális örökség ápolásáért”
794. Perna Pál (Gödöllő) egyesületi elnök „Kultúrával végrehajtott sikeres életminőség-fejlesztő életművéért”
795. Sebestyén Zoltán Gyula (Kemenesmagasi) pedagógus, polgármester, egyházi felügyelő  „A település életminősége sokoldalú fejlesztéséért”
796. Szente B. Levente (Székelykeresztúr, Románia) könyvtáros, költő, újságíró  „A magyar kultúra határon túli ápolásáért”
797. Széchenyi Tímea (Budapest) projektmenedzser „A történelmi családok kulturális örökségének ápolásáért”
798. Szunyoghy András (Budapest) grafikusművész „A kortárs képzőművészet fejlesztéséért, és a katona-képzőművészek tehetséggondozásáért”
799. Tóth Péter Lóránt (Kunszentmiklós) tanár „A magyar irodalom példamutató népszerűsítéséért”
800. Woth Imre (Budapest) ötvös „A magyar államiság jelképeinek társadalmi népszerűsítéséért”
A Kultúra Lovagrendje javaslatára az Egyetemes Kultúra Lovagja címet vett át dr. Lajkó István DLA (Budapest) zongoraművész a Magyar Kultúra Apródja.